# Christopher Dell
Christopher Dell (Darmstadt, 17 september 1965) is een Duitse muzikant, componist en theoreticus.

## Biografie
Dell studeerde vibrafoon, drums en compositie in 1985/1986 in Hilversum en van 1986 tot 1988 in Rotterdam, van 1988 tot 1990 studeerde hij aan de Berklee School of Music. Hij werkte als freelance componist en vibrafonist en van 1992 tot 2000 als docent aan de Darmstadt Academy of Music. Hij speelt ook mee in het permanente trio D.R.A., dat in 2002 werd bekroond met de JazzArtAward. Hij nam ook op met Theo Jörgensmann, Bob Brookmeyer, Seda, Klaus König, Hiram Bullock, Norbert Stein, Vince Mendoza en ElbtonalPercussion. In 2005 maakt hij het album Superstructure samen met danceproducent Roman Flügel, die ook uit Darmstadt komt. 
Dell leidt sinds 2000 het Institut für Improvisationstechnologie in Berlijn en was van 2007 tot 2008 artist in residence aan het Goethe-Institut Kolkata. Van 2008 tot 2010 en van 2015 tot 2018 bekleedde hij een plaatsvervangend hoogleraarschap voor stedenbouwtheorie aan de leerstoel Urban Design aan de HafenCity University Hamburg. Hij bekleedde ook een gasthoogleraarschap over dit onderwerp aan de Technische Universiteit van München. Dell doceert sinds 2017 stadsontwikkeling en stadsvernieuwing aan de Berlin University of the Arts. In mei 2012 promoveerde Dell aan de universiteit van Duisburg-Essen met het proefschrift Die improvisierende Organisation: Management nach dem Ende der Planbarkeit. Sinds 2010 werkt hij in een trio met Christian Lillinger en Jonas Westergaard (album Grammar, 2013). Dell speelde uitgebreide tournees met het kwartet van Wolfgang Haffner. In 2017 werd Dell gekozen aan de Nordrhein-Westfälische Akademie der Wissenschaften.

## Onderscheidingen
- 1988: Scholarship Berklee School of Music
- 1989: Downbeat Allstar Award
- 1989: Gary Burton Jazz Award
- 1994: Finalist European Jazzcompetition, Brussel
- 2002: JazzArt-Award, Musik des 21. Jahrhunderts
- 2005: Darmstädter Musikpreis
- 2015: Golden Jazz Award
- 2015: Förderung der Initiative Musik
- 2019: Atelierstipendium der Bartels Stiftung, Bazel

## Discografie
- 1995: Christopher Dell Other Voices, Other Rooms, met Billy Drewes, Jim Black (Bellaphon)
- 1998: Christopher Dell Dancers on a Plane met Heinz Sauer (Konnex Records; Deutscher Schallplattenpreis)
- 2000: Christopher Dell D.R.A. Future of the Smallest Form (met Christian Ramond, Felix Astor)
- 2001: Christopher Dell und Hyperion Ensemble Plötzlichkeit. Gesten edition niehler werft
- 2002: Christopher Dell DRA Real edition niehler werft
- 2005: Dell + Flügel, Superstructure Labratory Instinct
- 2005: Danielsson, Dell, Nils Landgren Salzau Music on the Water (ACT)
- 2008: 3D, Not Three Not Two Records
- 2010: WDR Big Band Benny Goodman Revisited, feat. Christopher Dell, Paquito D'Rivera (Connector)
- 2013: Christopher Dell D.R.A. Typology edition niehler werft
- 2013: Dell/Lillinger/Westergaard Grammar gligg records)
- 2014: Art of Making (Christopher Dell, Theo Jörgensmann, Christian Ramond) Tribute edition niehler werft
- 2015: Oles Brothers & Christopher Dell Komeda Ahead jazzarium, Warschau
- 2016: Christopher Dell DRA 3rd critique edition niehler werft
- 2018: Dell-Brecht-Lillinger-Westergaard, Boulez Materialism (plaist)
- 2018: Oleś Brothers & Christopher Dell Górecki Ahead (Audio Clave)

## Publicaties
- Prinzip Improvisation. König, Köln 2002, ISBN 3-88375-605-9.
- Replaycity. Jovis, Berlin 2011, ISBN 978-3-86859-039-5.
- Tacit Urbanism. Post-Editions, Rotterdam 2009, ISBN 978-94-6083-006-8.
- Die improvisierende Organisation. Transcript, Bielefeld 2012, ISBN 978-3-8376-2259-1.
- Ware: Wohnen! Politik. Ökonomie. Städtebau. Jovis, Berlin 2013, ISBN 978-3-86859-268-9.
- Das Urbane – Wohnen. Leben. Produzieren Jovis Verlag Berlin 2014, ISBN 978-3-86859-239-9.
- Stadt als offene Partitur Lars Müller Verlag Zürich 2016, ISBN 978-3-86859-239-9.
- Epistemologie der Stadt Transcript, Bielefeld 2016,

- Bibliothèque nationale de France: cb15543617n (data)
- Gemeinsame Normdatei: 128487208
- International Standard Name Identifier: 0000 0000 7848 4448
- Library of Congress Control Number: n98057888
- MusicBrainz: 2e352816-d077-42bd-a1a4-fc5cd546833e
- Nationale Bibliotheek van Tsjechië: xx0044227
- Nationale Bibliotheek van Israël: 987007330030605171
- Nederlandse Thesaurus van Auteursnamen: 317880160
- Système universitaire de documentation: 148586465
- Virtual International Authority File: 85580240